# 나주군 (선거구)
나주군은 대한민국의 옛 국회의원 선거구이다. 당시 전라남도 나주군 지역을 관할했다.

## 역사
제6대 국회의원 선거를 앞두고 나주군 갑, 나주군 을 선거구가 통합되면서 신설되었다.
제9대 국회의원 선거를 앞두고 광산군 선거구와 통합되면서 나주군·광산군 선거구를 이루게 됨에 따라 폐지되었다.

## 역대 국회의원
| 선거   | 정당 | 정당       | 의원   |
| ------ | ---- | ---------- | ------ |
| 1963년 |      | 자유민주당 | 정명섭 |
| 1967년 |      | 민주공화당 | 이호범 |
| 1969년 |      | 민주공화당 | 이호범 |
| 1971년 |      | 신민당     | 나석호 |

## 역대 선거 결과

### 대한민국 제6대 국회의원 선거
|  | 30.51% |

|  | 27.15% |

|  | 24.65% |

|  | 7.01% |

|  | 4.99% |

|  | 3.73% |

|  | 1.92% |

### 대한민국 제7대 국회의원 선거
|  | 73.78% |

|  | 23.22% |

|  | 2.99% |

|  | 0% |

### 1969년 대한민국 재보궐선거
이호범 의원의 의원직 상실로 인해 치러진 1969년 대한민국 재보궐선거에서 민주공화당 이호범 후보가 당선되었다.

### 대한민국 제8대 국회의원 선거
|  | 50.59% |

|  | 49.40% |